# Rob Rooken
Rob Jan Rooken (ur. 5 października 1969 w Groningen) – holenderski przedsiębiorca i polityk, poseł do Parlamentu Europejskiego IX kadencji.

## Życiorys
Zawodowo związany z sektorem prywatnym jako przedsiębiorca działający w branży telekomunikacyjnej i technologii informacyjnej. Założyciel i współzałożyciel startupów z branży IT, sprzedawanych później innym przedsiębiorstwom. Dołączył do ugrupowania Forum na rzecz Demokracji, objął funkcję jego sekretarza. W 2019 uzyskał mandat deputowanego do Parlamentu Europejskiego IX kadencji (gdy Thierry Baudet odmówił jego objęcia). W grudniu 2020, w okresie kryzysu w partii, zrezygnował z członkostwa w FvD, a następnie dołączył do nowej formacji JA21.